# Plantersville (Mississippi)
Pour les articles homonymes, voir Plantersville.
Plantersville est une ville américaine située dans le comté de Lee, dans le Mississippi. Selon le recensement de 2020, sa population est de 868 habitants.